# Астаринський район
Астаринський район (азерб. Astara rayonu) — адміністративна одиниця на південному сході Азербайджану. Центром є місто Астара.

## Історія
На теренах сучасного району раніше існувало Талиське ханство.
В 1930 було утворено Астаринський район. 1963 року ліквідований та об'єднаний з Ленкоранським районом. Відновлений 1965 року.